# Ramón Celestino Velázquez
Pour les articles homonymes, voir Velazquez.
Ramón Celestino Velázquez est un militaire et homme politique vénézuélien né à Guanaguana (État de Monagas) le 31 août 1972. Ministre de l'Écosocialisme et des Eaux entre 2017 et 2018, il est l'actuel ministre vénézuélien du Transport depuis le 16 mai 2022.

## Biographie
Issu d'une famille nombreuse, il effectue une scolarité classique avant de partir pour l'État d'Aragua où il intègre l'école d'aviation militaire dont il sort licencié en sciences et arts militaires en 1994. En 1996, il intègre l'université au Costa Rica dont il sort diplômé en météorologie.